# Mr. T's Commandments
Mr. T's Commandments è un EP di genere funk/rap per bambini dell'attore statunitense Mr. T, pubblicato nel 1984.

## Descrizione
Nell'EP, Mr. T guida i giovani d'America con lezioni d'amore, di non parlare con gli sconosciuti e di dire "no" alle droghe.

## Tracce
1. Mr. T's Commandments – 4:59
2. Don't Talk to Strangers – 5:12
3. The Toughest Man in the World – 3:55
4. Mr. T, Mr. T (He Was Made of Love) – 3:21
5. The One and the Only Mr. T – 4:46
6. No Dope No Drugs – 4:36
7. You Got to Go Through It – 4:27

## Musicisti
- Mr. T - voce
- Paul Jackson Jr. - chitarra
- John Van TOngeren - tastiera, batteria, chitarra
- Afrika Islam - piatti (tracce 2, 3, 5, 6)
- Ice-T - direzione rap (2, 3, 6, 7)
- Howard Smith - voce (traccia 2)
- Tata Vega - voce (traccia 4)